# 吉申根杰县
吉申根杰县（Kishanganj district）是印度的一個縣，位於該國東北部，由比哈爾邦負責管轄，面積1,884平方公里，識字率57%，2011年人口1,690,948，人口密度每平方公里898人。

## 外部連結
- Kishanganj Information Portal